# Petrus Bång
Petrus Bång, född 1633 i Norrbro, Sverige och död 1696 i Viborg, Finland, var en teolog verksam i östra Sverige (dagens Finland och Ryssland).

## Biografi
Bång blev teologie professor i Åbo 1664, superintendent i Narva 1678 och biskop i Viborg 1681. En värdefull svensk kulturgärning utförde Bång som stiftschef i gränstrakterna. Han har ansett som en stridens man, strängt ortodox, men human och fördomsfri.
Han utgav en kommentar till Hebreerbrevet, ett arbete om sakramenten och Piscorum sveogothorum ecclesia seu historia ecclesiastica (1675), den svenska kyrkans historia från Adams tid, ett alster av samma överdrivna patriotism som Rudbecks Atlantica.